# Ghermano Vida
Ghermano Vida (n. sfârșitul secolului  XVIII, Maramureș, - d. 1853, Iași), cu numele din botez „Gheorahe Vida, român nobil din Marmația”, a fost un arhimandrit ortodox român cu studii, probabil, în Pesta, profesor la Iași.
În anul 1827, este profesor al tinerilor Vasile Alecsandri, Mihail Kogălniceanu, Alexandru Ioan Cuza. După 1834 s-a călugărit, fiind profesor de limba elină și limba latină la seminarul de la Socola, profesor de elină la un liceu din Iași, director al tipografiei mitropolitane, bibliotecar și duhovnic la Mitropolie.
A publicat, cu cheltuiala sa, în tipografia Mitropoliei din Iași, câteva cărți de slujbă, precum și Hronica românilor și a mai multor neamuri... a lui Gheorghe Șincai (ediția, Iași 1843). Din banii lăsați testament (1853), s-au tipărit mai multe manuale pentru seminar. El însușui a tipărit o Gramatică practică româno-franțuzească... spre folosul tinerimii românești, apărută la Buda în 1833. În memoria lui, școala din localitatea natală, primește în anul 1999, denumirea de Școala generală Ghermano Vida. Tot în același an, o stradă din municipiul Sighetu Marmației primește numele de Arhimandrit Ghermano Vida.